# Търнър Броудкастинг Систъм
 Тази статия е за компанията.  За канала със същото име вижте Ти Би Ес (телевизия).  
„Търнър Броудкастинг Систъм“ (Ти Би Ес, на английски: Turner Broadcasting System, TBS) е бивша компания на Тайм Уорнър, която оперира кабелни телевизионни мрежи и собственост придобити от Робърт Едуард „Тед“ Търнър започвайки през 1960-те. Ти Би Ес се слива с „Тайм Уорнър“ на 10 октомври 1996 г., и оттогава работи като нейно подразделение.
Централата на „Търнър Броудкастинг Систъм“ е в Атланта, Джорджия.
Търнър Броудкастинг Систъм притежава следните телевизии:
- TNT
- TCM
- TCM 2
- TBS
- truTV
- HLN
- CNN
- CNN Airport Network
- Картун Нетуърк
- Бумеранг
- Adult Swim
- Toonami
- Картун Нетърк ТОО
- Cartoonito

## Търнър Броудкастинг Систъм в България
В България са навлезли четири телевизии на Търнър:
- Картун Нетуърк
- Бумеранг
- CNN
- TCM до 2014 г.